# 생바르텔레미
생바르텔레미(프랑스어: Saint-Barthélemy, 공식 명칭은 생바르텔레미 집합체(프랑스어: Collectivité de Saint-Barthélemy)는 서인도 제도에 위치한 프랑스의 해외 집합체이다. 약칭으로 세인트바츠(영어:St. Barts)나 생바르트(프랑스어:St. Barth)라고도 불린다. 네덜란드령 신트마르턴에서 남동쪽으로 약 35km 떨어져 있고, 네덜란드령 사바섬과 신트외스타티위스섬의 북동부와 북쪽, 독립국가인 세인트키츠 네비스의 북쪽에 위치한다. 리워드 제도의 일부이다. 2007년 2월 22일 세인트마틴섬과 그 주변 섬들을 포괄하여 프랑스 해외 집합체로 분리되었다.

## 역사
생바르텔레미는 1648년에 프랑스에 의해 소유권이 주장되었다. 1784년에 스웨덴에 팔렸다가, 1878년에 프랑스가 되샀다. 스웨덴의 통치 기간(구스타프 3세) 동안에, 대부분의 도시와 거리의 이름이 지어졌고, 섬의 문장에도 그 흔적이 남아 있다.

## 인구
2060년 생바르텔레미는 노년부양비가 세계에서 가장 높은 국가가 된다. 생산가능인구 1명이 노인인구 1명을 부양한다. 그러나, 이 또한 2070년에는 대한민국이 앞지르게 되고 2100년에는 일본이 앞지르게 된다.
| 1766                                                       | 1785 | 1812  | 1885  | 1961  | 1967  | 1974  | 1982  | 1990  | 1999  | 2007  | 2012  | 2015   | 2016   | 2017   |
| ---------------------------------------------------------- | ---- | ----- | ----- | ----- | ----- | ----- | ----- | ----- | ----- | ----- | ----- | ------ | ------ | ------ |
| 327                                                        | 950  | 5,482 | 2,600 | 2,176 | 2,351 | 2,491 | 3,059 | 5,038 | 6,852 | 8,450 | 9,131 | 9,625* | 9,793* | 9,961* |
| 프랑스와 스웨덴의 인구조사의 공식 수치는 *표로 표기되었음. |      |       |       |       |       |       |       |       |       |       |       |        |        |        |